# Pteronymia amplificata
Pteronymia amplificata är en fjärilsart som beskrevs av William James Kaye 1918. Pteronymia amplificata ingår i släktet Pteronymia och familjen praktfjärilar. Inga underarter finns listade.